# Лукий (архиепископ Александрийский)
Луки́й или Люций или Луций (др.-греч. Λούκιος; IV век) — архиепископ Александрийский и писатель.
Лукий родился в Александрии и был рукоположен в пресвитеры архиепископом Александрийским Георгием в 361 году. В этом же году Георгий умер и на его место, как пишет Сократ Схоластик, был выбран Лукий. Историки Феодорит Кирский, Сократ Схоластик, Ермий Созомен называют Георгия и Лукия арианинами. Лукий принадлежал не к крайнему арианству, а к так называемому умеренному арианству, к партии омиев. Феодорит Кирский пишет о том, что в 363 году Лукий вместе с Евзоийем Антиохийским, оба противники Афанасия Великого, стремились поставить на Александрийскую кафедру евнуха Проватия. Для достижения цели Лукий предстал перед императором Иовианом с различными обвинениями против Афанасия. Император утвердил на Александрийской кафедре Афанасия Великого и с угрозою повелел Лукию замолчать, а Проватия и других с ним евнухов, как виновников таких беспокойств, приказал образумить иначе. После смерти Иовиана положение дел меняется. Евзоий Антиохийский выразил императору Валенту готовность отправиться в Александрию и рукоположить нового епископа. Евзоий Антиохийский прибыл в Александрию с отрядом воинов, изгнал преемника Афанасия Петра II, а на Александрийскую кафедру поставил Лукия. Лукий находился на кафедре до 379 года, в 378 году император Валент II  погиб в битве под Адрианополем, а на Александрийскую кафедру императором Феодосием Великим вновь был возвращён архиепископ Петр II. Архиепископ Петр написал против Лукия обличительное послание, большой отрывок из которого цитирует в своей книге «Церковная история» Феодорит Кирский.
О Лукии как о писателе сообщает Иероним Стридонский в 118 главе своей книги «О знаменитых мужах», эта глава и посвящена Лукию.
Иероним пишет о том, что Лукий автор праздничных посланий, называя одно из них: «О еврейской Пасхе», и несколько небольших произведений на разнообразные темы. Сочинения Лукия не сохранились.